# Jožef Sakovič
Jožef Sakovič (madžarsko Szakovics József, nemško Joseph Sakowitsch), rimskokatoliški duhovnik, nabožni pisatelj in eden najpomembnejših avtorjev prekmurskega jezika v 20. stoletju. * Vadarci, 2. februar 1874; † Dolnji Senik, 22. september 1930.
Sakovič je s svojimi deli prenovil knjižno prekmurščino, ki so jo še uporabljali v cerkvah in v časopisih.

## Življenje
Jožef Sakovič se je rodil v okolici Gornje Lendave (danes Grad, Prekmurje) v Slovenski krajini očetu Matjažu Sakoviču in materi Jeleni Maček. Po gimnaziji je končal bogoslovje v Sombotelu, kjer je bil posvečen za duhovnika. 
Med letoma 1899 in 1902 je kaplanoval v Pápocu pri Zalaegerszegu, v Rohunacu (Rechnitz) na Gradiščanskem med Gradiščanskimi Hrvati, v Črenšovcih in Sumartonu (Gradiščanska), kasneje na Tišini (1902-1905). Župnijski upravitelj je bil v Bandolu (Weiden bei Rechnitz) (1905-1906), Beltincih (1906-1909), na Cankovi (1909), potem na Dolnjem Seniku (1909-1913). 
V bogoslužju sta se tedaj uporabljala madžarščina in tudi prekmurščina, Sakovič si je prizdeval pridigati tudi v nemškem jeziku.
V Turnišče se je vrnil kot župnijski upravitelj (1913-1917), nato župnik (1917-1918). Med letoma 1914 in 1915 so na njegovo pobudo začeli graditi v Turnišču novo cerkev in jo tudi končali. Po njegovih prizadevanjih je nastala tudi nova župnija v Veliki Polani.
Sakovič je bil vzoren duhovnik in narodnozaveden Slovenec. Leta 1928 so ga premestili na Dolnji Senik. Umrl je dve leti pozneje.

### Zasluge
Sakovič je poskrbel za nabožne knjige, ki so bile v prvih štirih desetletjih dvajsetega stoletja v uporabi med katoličani v Prekmurju in Porabju. Tako je preuredil Küzmičevo Knigo molitveno in jo naslovil Molitvena kniga (1904). Sledilo je še več izdaj: 1907, 1910, 1914, 1931, 1941, 1942.
Sakovič je napisal tudi molitvenik, šolski katekizem in izdal Küzmičev izbor evangelijev Sveti Evangjeliomi (Radgona, 1906).

## Dela
- Molitvena kniga (1904, 1907, 1914, 1931, 1942)
- Svéti Evangjeliomi (1906)
- Katolicsanszki katekizmus z glávnimi zgodbami biblije za solare I. - II. razreda (1907)
- Kniga molitvena bogábojecsim düsam dána (1909)
- Molite bratje! (1930, 1936)

## Vir
- Franc Kuzmič: Kulturno, duhovno in narodnostno poslanstvo Jožefa Sakoviča, Slovenski koledar 2006, Letopis Slovencev na Madžarskem; Izdaja: Zveza Slovencev na Madžarskem